# 남촌항
남촌항은 전라남도 무안군 운남면 성내리에 있는 어항이다. 2005년 11월 10일 어촌정주어항으로 지정하여 관리하고 있다. 시설관리자는 무안군수이다.

## 어항 구역
- 수역: 37,190m2

## 어항 시설
- 선착장 70m, 작업장30m, 선양장 15m

## 주요 어종
- 낙지, 숭어, 돔